# Филип Кристанвал
Филип Кристанвал (фр. Philippe Christanval; Париз, 31. август 1978) бивши је француски фудбалер.

## Каријера
Рођен је 31. августа 1978. године у Паризу. Фудбалску каријеру је започео у редовима Монака 1999. године, где је уписао 81 наступ, постигавши један гол. Освојили су титулу првака у сезони 1999/00. и имао је неколико наступа у Лиги шампиона. Године 2000. додељена му је награда за најбољег младог играча Лиге 1. У јануару 2001. објављено је да Монако размишља да га размени за Френка Лебефа из Челсија.
Потписао је уговор са Барселоном за суму од 6,5 милиона фунти у јуну 2001. године. Након одласка из Барселоне 2003. године, придружио се Олимпику из Марсеља са којим је потписао четворогодишњи уговор. Стигли су до финала Купа УЕФА 2004. у његовој првој сезони, али је био на клупи за резерве, меч су изгубили са резултатом 2:0 од Валенсије.
Након две сезоне у Марсељу, био је две недеље на проби у Арсеналу, али је тренер „топџија” Арсен Венгер одбио да потпише уговор са Кристанвалом. Након тога је отишао у редове градског ривала Фулама. У свом првом наступу за Фулам, играо је на позицији дефензивног везног, где је био веома успешан у тандему са Папа Боуба Диопом. Први гол у Премијер лиги постигао је 13. јануара 2006. године на утакмици против Вест Хем јунајтеда (3:3). Током боравка у Фуламу имао је проблема са повредама у сезони 2007/08, забележио је само један наступ за клуб и то као замена. Завршио је играчку каријеру током 2009. године.
Дебитовао је за репрезентацију Француске 7. октобра 2000. године, у пријатељском мечу на гостовању у Јужној Африци. Био је у саставу репрезентације која је 2002. наступила на Светском првенству у Јапану и Јужној Кореји. Укупно је забележио 6 наступа за репрезентацију.

## Успеси
Монако
- Лига 1: 1999/00.

Олимпик Марсељ
- Куп УЕФА финалиста: 2003/04.[11]

Индивидуални
- Најбољи млади играч Лиге 1: 2000.[12]